# Monte da Senhora da Ajuda

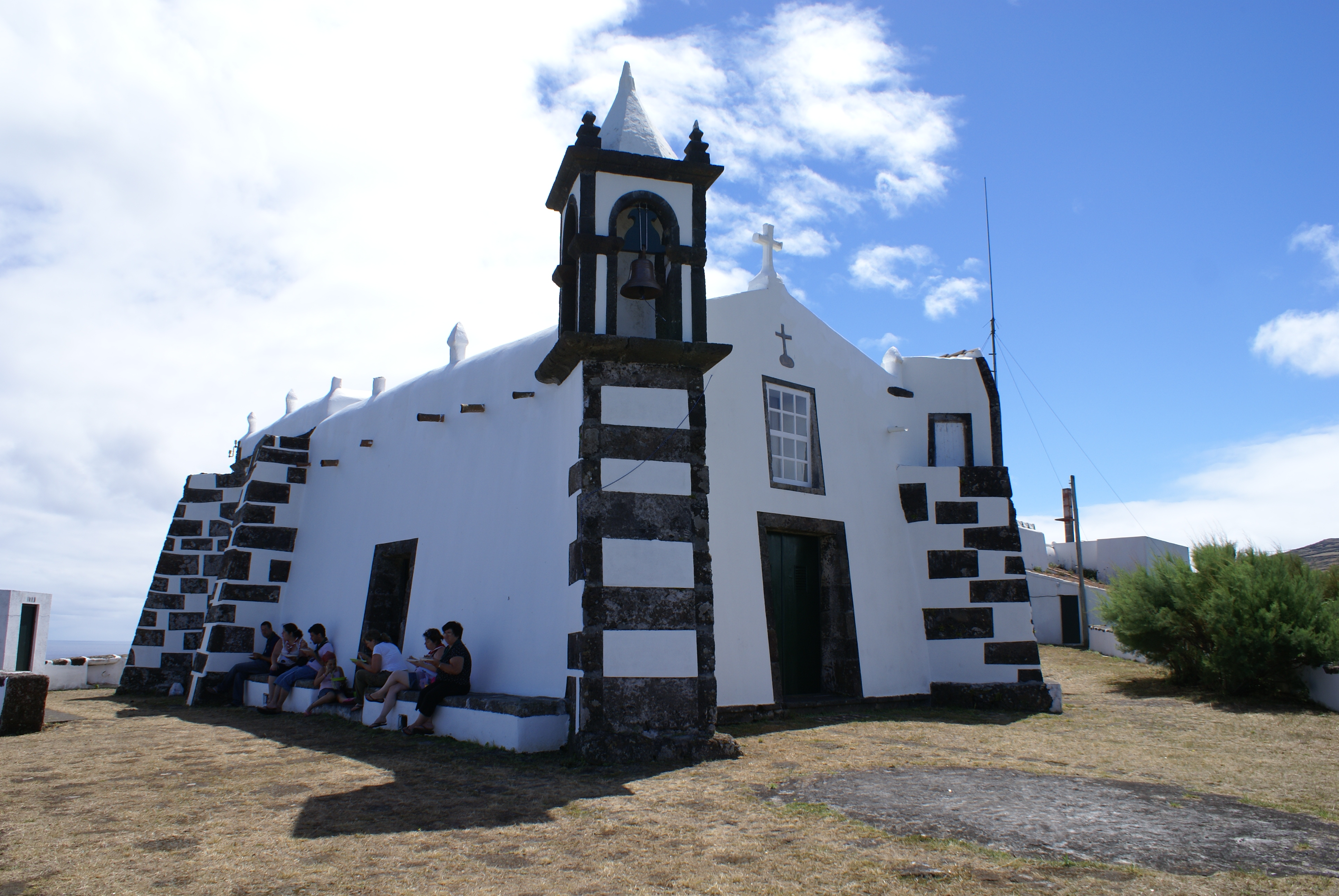
Ermida de Nossa Senhora da Ajuda, Monte de Nossa Senhora da Ajuda.

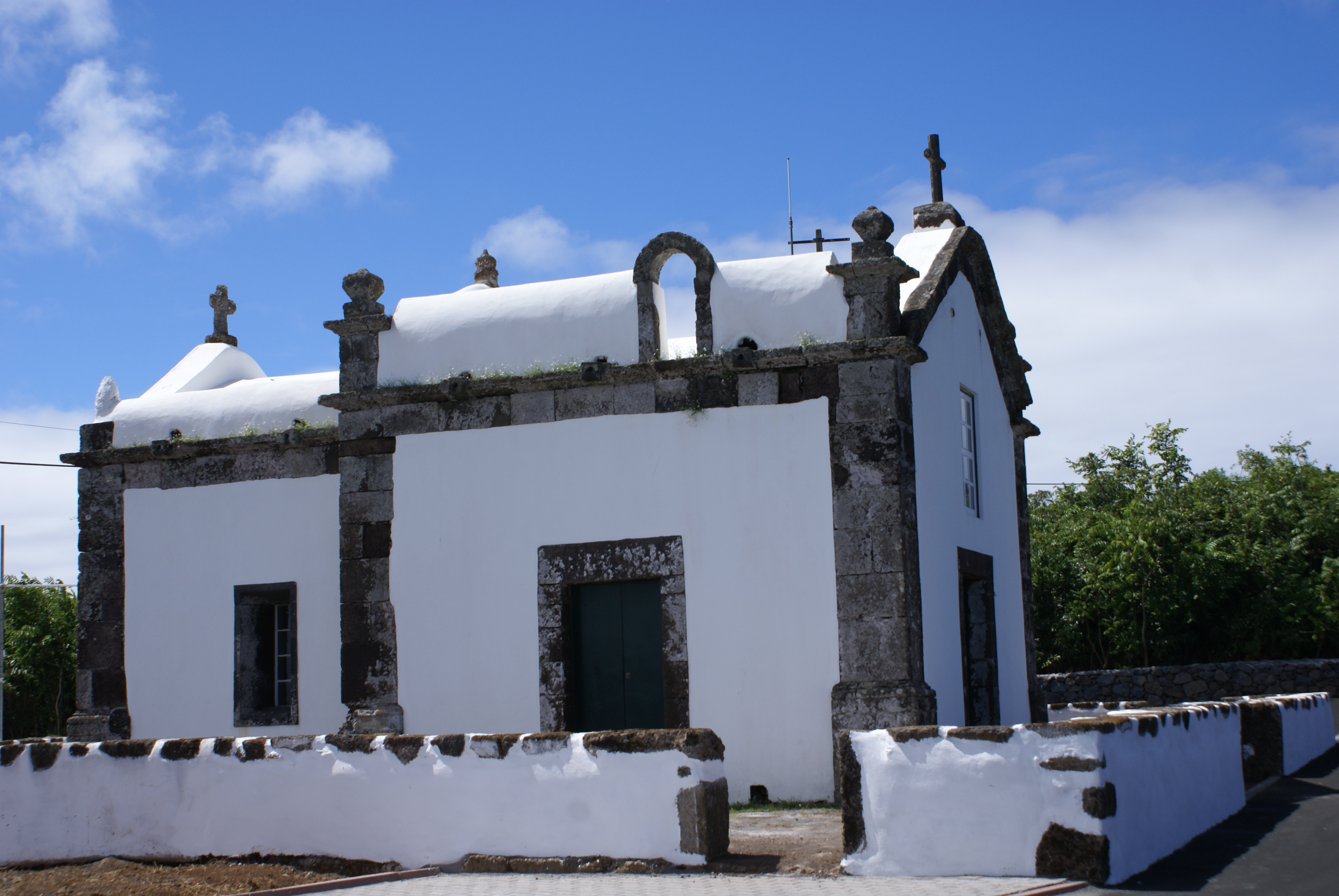
Ermida de São Salvador, Monte de Nossa Senhora da Ajuda.

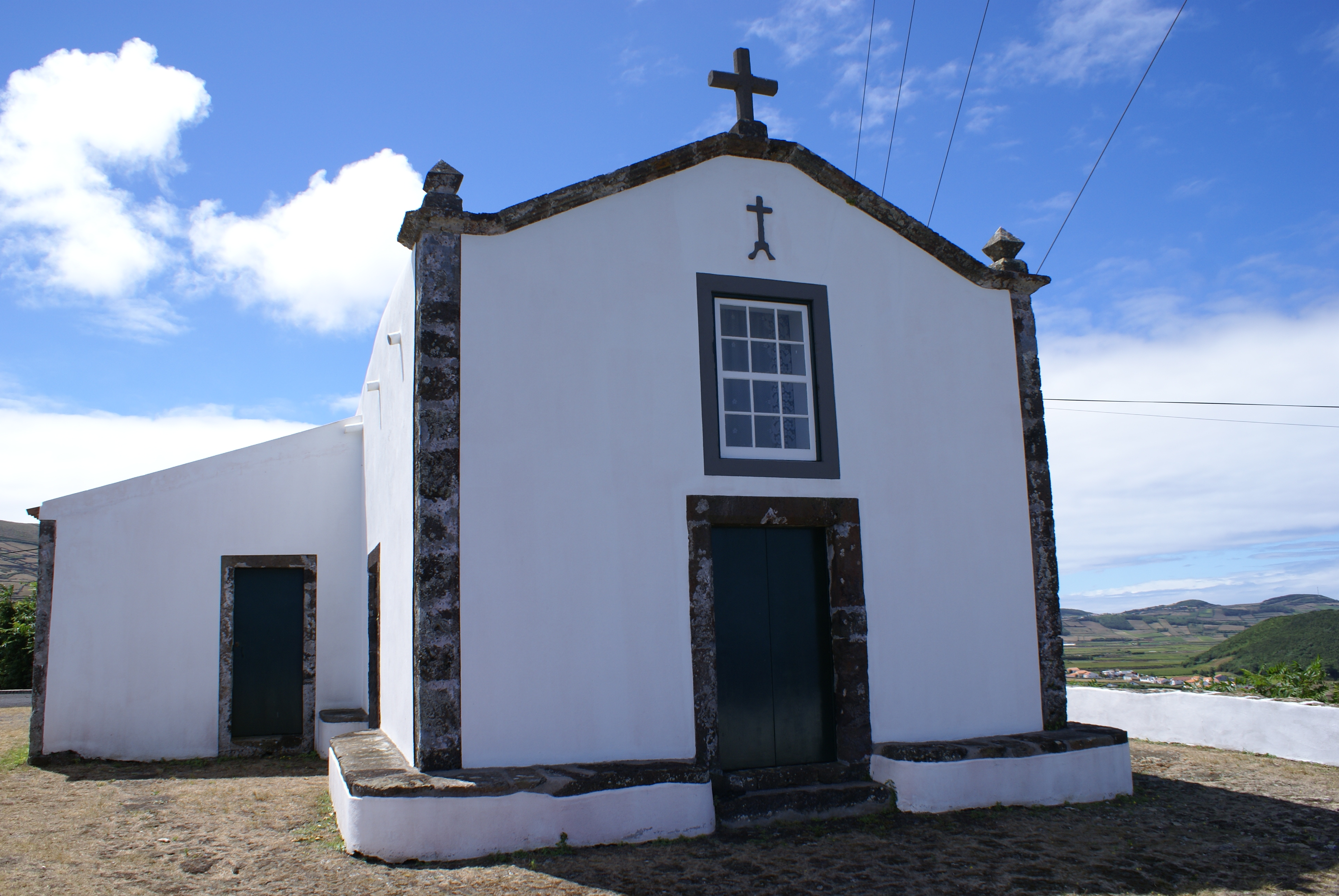
Ermida de São João, Monte de Nossa Senhora da Ajuda.

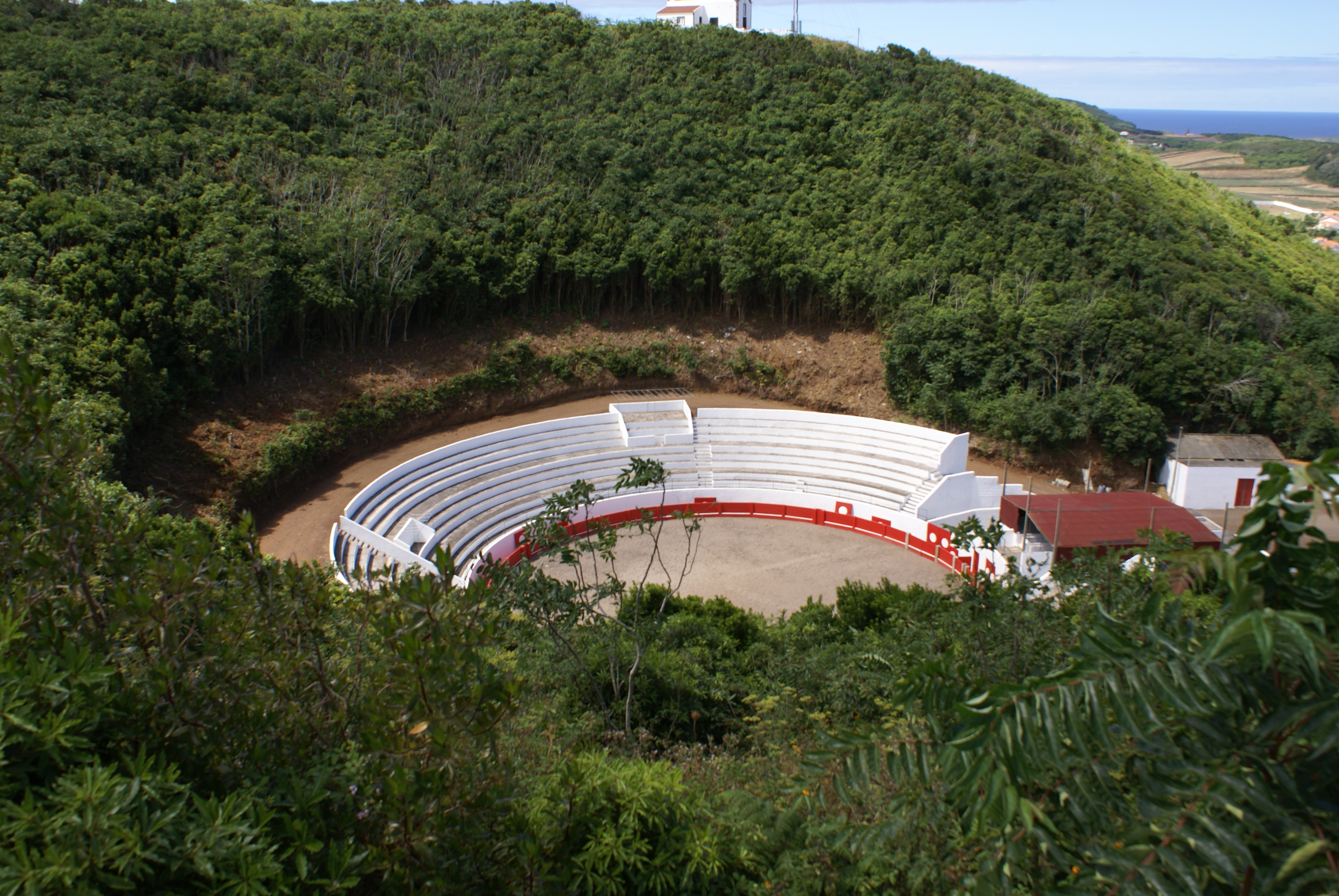
Praça de Touros, Monte de Nossa Senhora da Ajuda, aspecto geral.

O Monte de Nossa Senhora da Ajuda é uma elevação portuguesa localizada na freguesia de Santa Cruz da Graciosa, no concelho de Santa Cruz da Graciosa, na ilha Graciosa, no arquipélago dos Açores.
Este acidente geológico tem o seu ponto mais elevado a 129 metros de altitude acima do nível do mar e encontra-se sobranceiro à vila de Santa Cruz da Graciosa, de que oferece uma excelente panorâmica, não só desta vila mas também de parte do interior da ilha. Actualmente, (2010) um conjunto de estruturas de telecomunicações, algumas delas já desactivadas, desfiguram a solenidade deste local.
Trata-se de uma elevação de origem vulcânica dotada de cratera interior, local que foi aproveitado para a construção de uma praça de Touros, dada a forma de anfiteatro natural da antiga cratera. Tem uma forma quase perfeitamente tronco-cónica.
A encimar este monte existem três ermidas, a saber: a Ermida de Nossa Senhora da Ajuda, que dá o nome ao Monte, a Ermida de São Salvador, e a Ermida de São João.
Este monte e as ermidas que o coroam encontram-se incluídos na Zona Classificada de Santa Cruz da Graciosa e é um local, por força de lei, onde a construção é proibida. Esta lei estende a sua aplicação a todo o cone vulcânico do Monte de Nossa da Ajuda acima dos 30 m de altitude. Actualmente este monte encontra-se praticamente todo florestado.